# Asynchronous
Asynchronous ist ein Musikalbum von Paul Dunmall, Fred Van Hove, Paul Rogers und Paul Lytton. Die im Mai 2008 live beim Europa Jazz Festival in Le Mans entstandenen Aufnahmen erschienen am 1. Juni 2009 auf Slam Productions.

## Hintergrund
Bei diesem Konzert kamen Paul Dunmall, der hier Tenorsaxophon und Dudelsack (in Form der Border Pipes) spielt, und der Bassist Paul Rogers, die zu dieser Zeit eine Hälfte des kooperativen britischen Quartetts Mujician bildeten, mit dem belgischen Pianisten Fred Van Hove und dem in Belgien lebenden, britischen Schlagzeuger Paul Lytton zusammen.

## Titelliste
- Paul Dunmall/Fred Van Hove/Paul Rogers/Paul Lytton: Asynchronous (Slam CD 283)[1]

1. Asynchronous 46:53
2. Moves 15:06

## Rezeption
Asynchronous sei ein beneidenswertes Beispiel dafür, wie eine sogenannte „Supergroup“ europäischer Improvisatoren in einer Festivalumgebung funktioniere und zeige, was im vertrauten Saxophon-Rhythmusgruppe-Format möglich sei, meinte Ken Waxman (JazzWord). Dabei sei sicher von Vorteil, dass jeder Teilnehmer ein Veteran war, der sich in vielen Improvisationssituationen wohl fühle. Der Beweis für diese Zusammenarbeit werde während des fast 47-minütigen Titeltracks der CD auf verblüffende Weise deutlich. Die gezeigten Fähigkeiten seien so groß, dass der vierstimmige Zusammenhang nie verloren gehe, was den Konzertmitschnitt zu einer Hommage sowohl an die individuellen Talente der Beteiligten als auch an die Gruppeninteraktion mache.
Jason Bivins urteilte im Cadence Magazine über Asynchronous: „Ein wundervolles, einfallsreiches und, ich wage es zu sagen, gefühlvolles Festival-Date von einigen schwergewichtigen Improvisatoren. Van Hove und Lytton sorgen hier für eine sehr schöne Mischung und kontrastieren ihre schrullige Energie mit der Lust und dem Gebrüll von Dunmall und Rogers. ... eine wunderbare Gruppenmusik, bei der jeder Spieler sympathisch, großzügig und einfallsreich ist.“